# Emile Mosseri
Pour les articles homonymes, voir Mosseri.
Emile Mosseri (né le 11 août 1985 à New York) est un compositeur, pianiste, chanteur et producteur américain.

## Biographie
Il a composé la musique de films dont The Last Black Man in San Francisco (2019), Minari (2020) et Kajillionaire (2020), et a composé pour des émissions de télévision comme Random Acts of Flyness (en) et la saison 2 de Homecoming.
Il a reçu une nomination aux Oscars pour la « meilleure musique de film » pour son travail dans Minari.
Mosseri, installé à Los Angeles, est membre du groupe de rock indépendant The Dig (en).
Il a étudié au Berklee College of Music.
Il est le frère de l'homme d'affaires américain Adam Mosseri.